# Utzon Center

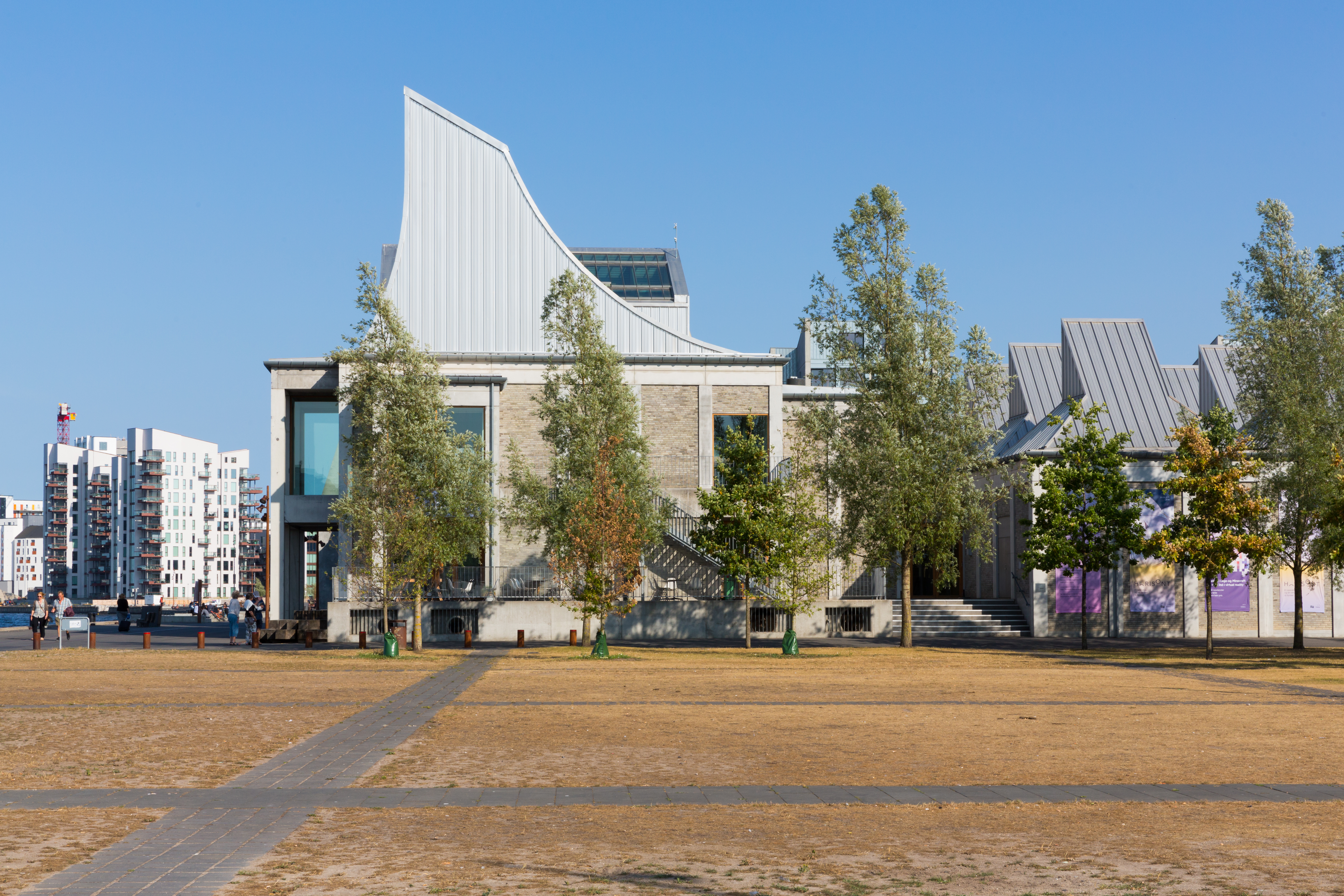
Das Utzon Center, Aalborg

Das Utzon Center in Aalborg, Dänemark, ist das letzte Gebäude, das von dem dänischen Architekten Jørn Utzon entworfen wurde. Sein berühmtester Entwurf ist das Sydney Opera House. In Zusammenarbeit mit seinem Sohn Kim Utzon, der die endgültigen Konstruktionszeichnungen anfertigte, plante er das Zentrum nicht als Museum, sondern als einen Ort, an dem sich Architekturstudenten treffen und ihre Ideen für die Zukunft diskutieren können und sollen. Das Gebäude liegt an der städtischen Uferpromenade am Limfjord, in der Utzon seine Kindheit verbrachte. Das Gebäude wurde 2008 fertiggestellt, in dem Jahr, in dem Utzon 90-jährig verstarb.

## Hintergrund
Jørn Utzon wuchs in Aalborg, die Hafenstadt am Limfjord in Nordjütland, auf. Als Junge verbrachte er viel Zeit mit Booten und dem Segeln auf dem Limfjord oder am Kai, wo sein Vater, Aage Utzon, als Schiffsbauingenieur auf der Werft arbeitete. Der Vater war ein begeisterter Jäger und Naturforscher, der mit seinen legendären Spitzgatter-Yachten dazu beigetragen hat, eine ganz neue Generation von Segelbooten in Dänemark zu entwickeln. Die Denkweise und Arbeitsweise des Vaters haben Jørn Utzon mitgeprägt, was sich in seinen maritimen Motiven zeigt. Darüber hinaus basiert Jørn Utzon auf der Inspiration und dem Wissen, das er aus seiner Kindheit im Schiffsumfeld im Hafen von Aalborg gewonnen hat. Jørn war von Schiffen und ihren komplizierten Designs fasziniert. Diese Eindrücke sollten eine bleibende Inspiration für seine späteren Werke sein.
Aber die Idee für das Utzon Center kam nicht von Utzon selbst, sondern von der Universität Aalborg Architektur- und Designschule als einem Ort, an dem Studenten Architekturtrends recherchieren und diskutieren konnten. Auf Initiative von Adrian Carter von der Architektur- und Designschule wurde das Utzon Research Center 2003 mit dem Ziel gegründet, das Verständnis für Utzons Werk zu fördern. Im August 2003 brachten ein Symposium und eine Sommerschule 150 Teilnehmer aus der ganzen Welt zusammen. Dank dieses Erfolges erhielt man aus Sydney, Australien, finanzielle Unterstützung, und von der Europäischen Union und der Obel-Stiftung wurden erhebliche Mittel für den Aufbau eines Utzon-Archivs und -Forschungszentrums bereitgestellt, das die Grundlage für das Utzon Center selbst legte. Daraufhin wurden Jørn Utzon und sein Sohn Kim gebeten, Pläne für ein neues Gebäude zu entwerfen.
Im August 2005, als er 87 Jahre alt war, wurden der Presse die Pläne vorgestellt, die Utzon und sein Sohn Kim für ein 2700 Quadratmeter großes Ausstellungs- und Forschungszentrum an der Promenade von Aalborg erstellt hatten. Die Utzon Foundation unter dem Universitätsrektor Finn Kjærsdam war für die Durchführung des Projekts verantwortlich.
Jørn Utzon teilte damals seine eigenen Vorstellungen über das Zentrum mit: „Ich hoffe von ganzem Herzen, dass das Utzon Center ein Ort sein wird, an dem sich gute Gedanken treffen und wohin die Studenten der Architekturschule gerne gehen, wenn sie sich treffen wollen, um ihre Ideen zu diskutieren. Es wird in Zukunft ein Kraftzentrum für Architektur und menschliches Leben sein.“

## Architektur

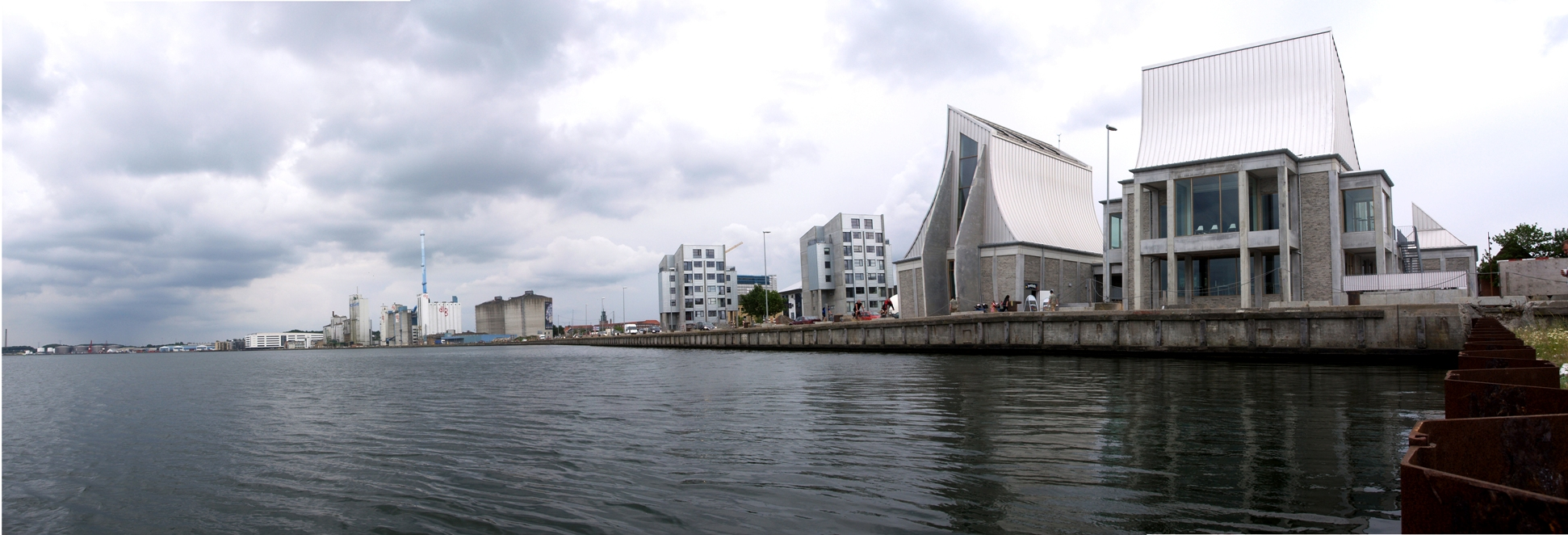
Das Utzon Center an Aalborgs Promenade

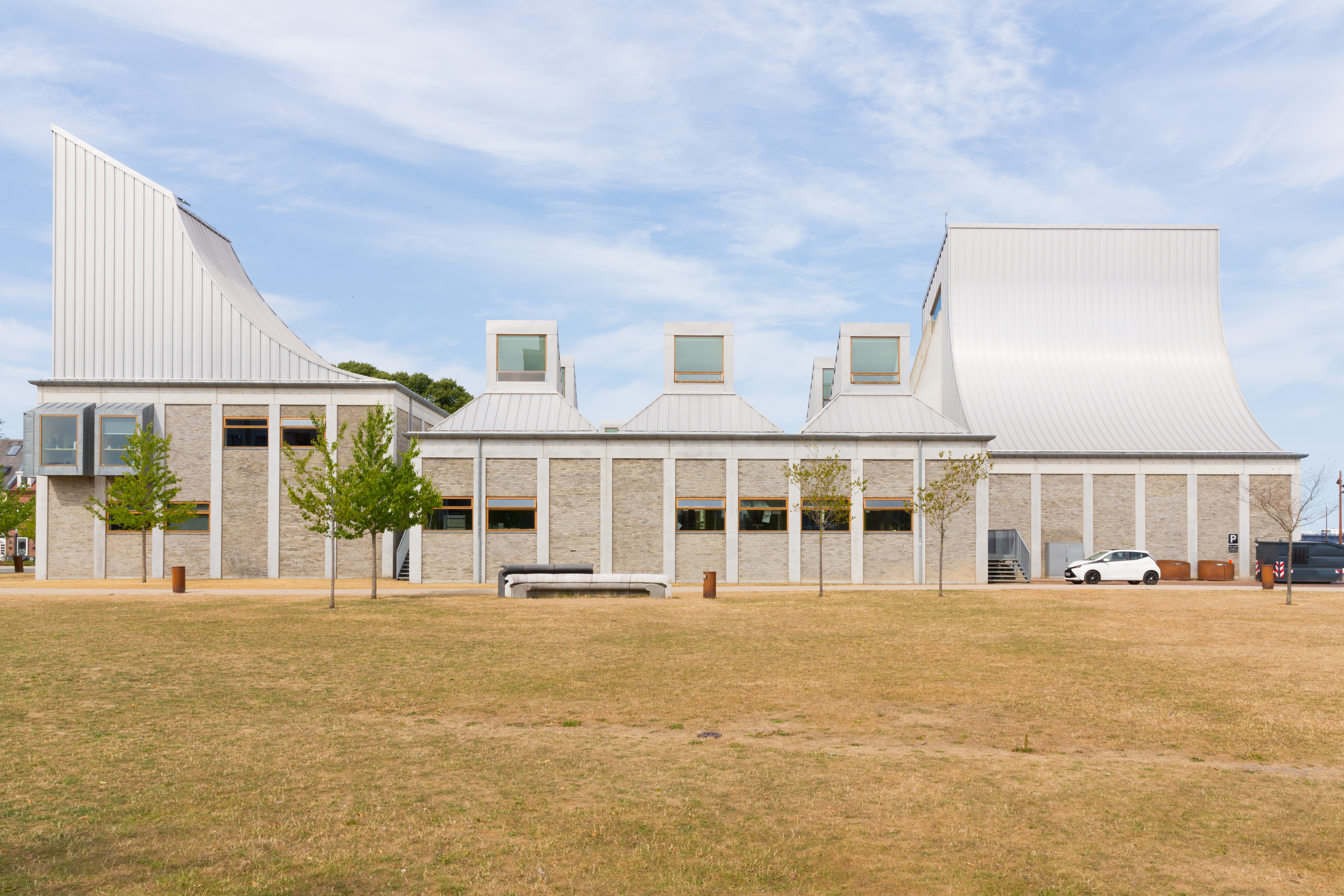
Ostseite des Gebäudes

Mit seinen stark reflektierenden, dramatisch geschwungenen Dächern ist das Zentrum nicht zu übersehen. Die eher zeltartigen Räume, die sie umschließen, erinnern an Utzons Zeiten im Nahen Osten und im Mittelmeerraum. Die meisten Räume sind beeindruckend gut beleuchtet und bieten einen Blick über den Limfjord. Um die Besucher vor dem Wind zu schützen, hat Utzon im Inneren des Komplexes geschützte Innenhöfe geschaffen, die auch im Außenbereich des Restaurants zum Genuss des Essens beitragen. Das Gebäude wirkt offen und einladend, hat aber gleichzeitig den schützenden Charakter von Utzons Häusern auf Mallorca und von Kim Utzons anderen, teilweise fast festungsähnlichen Projekten.
Das Zentrum besteht aus mehreren Einzelgebäuden, die einen besonderen Platz um einen Innenhof auf einer Plattform bilden. Die hohen skulpturalen Dächer des Auditoriums und der Spitzgatter-Halle, beide an der Hafenfront, sowie der Bibliothek mit Blick auf den Park und die Stadt werden von den niedrigeren Dächern der Ausstellungs- und Werkstattbereiche im Inneren des Komplexes abgesetzt.

## Die Rolle des Zentrums
Das Utzon Research Center der Universität Aalborg ist für die Planung der Kernaktivitäten des Zentrums verantwortlich. Oberste Priorität hat die Forschung, die darauf abzielt, die Bedeutung von Jørn Utzons Werk und Herangehensweise zu fördern. Dies wird durch die Organisation von Workshops, Konferenzen und Ausstellungen und die Verbreitung ihrer Ergebnisse zum Nutzen des Architektenberufs und der Öffentlichkeit erreicht.
Das Zentrum ist kein Museum, das Utzon huldigt und verewigen will, sondern ein Wissenszentrum, das ein Verständnis von Architektur im Allgemeinen und Qualität im weitesten Sinne vermitteln soll. Es verfügt außerdem über Hörsäle und Werkstätten sowie eine Bibliothek mit hellen Studienbereiche in der Nähe der Fenster. Es feiert auch den Yachtkonstrukteur Aage Utzon, den Vater des Architekten, und präsentiert Yachten, die von ihm entworfen wurden. Es gibt auch ein Archiv mit Utzons Original-Zeichnungen.
Das Utzon Center beherbergt auch Ausstellungen der Arbeiten anderer Architekten und bietet ein für die breite Öffentlichkeit interessantes Veranstaltungsprogramm. 2011 wurde dem Architekten Michael Singer eine Sonderausstellung gewidmet, im Park wurden Möbel von Jørn Utzon ausgestellt und es gab eine Werkstatt, in der Kinder unter dem Leitthema „Little Manhattan“ Modelle bauen konnten.